# Вертіма
Верті́ма (рос. Вертима) — селище у складі Сєверного району Оренбурзької області, Росія.

## Населення
Населення — 67 осіб (2010; 53 у 2002).
Національний склад (станом на 2002 рік):
- мордва — 87 %